# Atrium (Bad Grund)

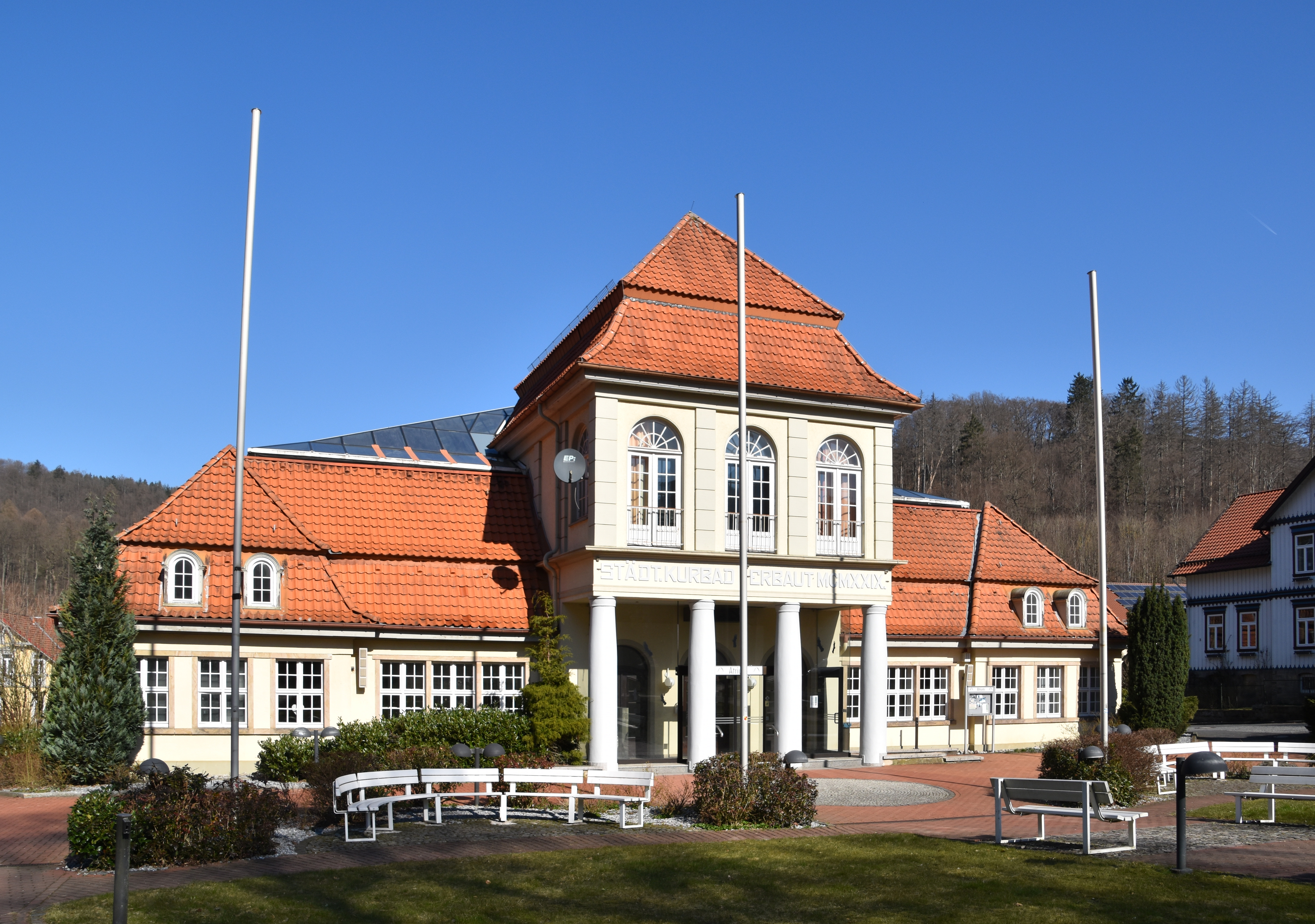
Kurbad Bad Grund

Das Atrium (früher Haus des Gastes bzw. Badehaus) ist ein Veranstaltungszentrum in Bad Grund.

## Geschichte
Auf dem Gelände des heutigen Atrium befand sich vor der Jahrhundertwende eine Kurbadeanstalt und das Gasthaus zum Schützenhaus, das 1930 abgerissen wurde. Die bisherige Badeanstalt genügte den Ansprüchen nicht mehr und in der Folge wurde 1929 das Badehaus als städtisches Kurbadehaus neu errichtet. Besonderes Kennzeichen war damals die Kuppel aus Ultravitglas, die im Winter als Sonnenbadeanstalt genutzt wurde. 1951 wurde die große Glaskuppel auf dem Kurbadehaus entfernt. Die Umbenennung in „Haus des Gastes“ erfolgte nach dem Umzug des Badebetriebs in das neue Kurzentrum in den 1970er-Jahren. Bis heute wurden etliche Sanierungsmaßnahmen durchgeführt; bis zum eigentlichen Höhepunkt der Glasdachkonstruktion im Jahr 1992. Seit Sommer 2004 trägt das alte „Haus des Gastes“ den Namen „Atrium“, womit dem hellen lichtdurchfluteten Ambiente im größten Glasbau im Harz Rechnung getragen wird.
Im Atrium befindet sich ein großes, halbkreisförmiges Glasgemälde, das den ersten Badegast um 1510 in Bad Grund, die Herzogin Elisabeth von Braunschweig-Lüneburg zeigt. Der Veranstaltungsbereich hat eine Gesamtfläche von über 1600 m² und gilt als kulturelles Zentrum des Ortes. Auch wird das Atrium als Tagungsstätte des Samtgemeinderats des Ortes genutzt.